# Abdipaşa, Ulus
Abdipaşa là một thị trấn thuộc huyện Ulus, tỉnh Bartın, Thổ Nhĩ Kỳ. Dân số thời điểm năm 2011 là 2750 người.